# Queen Elizabeth 2
La Queen Elizabeth 2 è un transatlantico appartenuto alla Cunard Line dal 1969 al 2008. L'ultimo dei grandi transatlantici ad essere stato costruito prima del varo della RMS Queen Mary 2 nel 2003, non fu impiegata stabilmente in un servizio transatlantico di linea, ma alternò le traversate atlantiche a crociere. Ritirata dal servizio attivo nel 2008, fu acquistata dal fondo d'investimento di Dubai Istithmar per essere convertita in un hotel galleggiante di lusso presso le Palm Islands, ma il progetto fu congelato a causa della difficile situazione economica internazionale.
Dal 2018 la QE2 è un Hotel galleggiante/museo a Dubai.
Nei suoi quasi quarant'anni di servizio attivo ha percorso più di 5.600.000 di miglia nautiche, risultando la nave che ha solcato la distanza maggiore nella storia.

## Contesto storico
A fine anni '50 la Cunard Line cominciò a valutare la possibilità di sostituire le proprie navi operanti sull'Atlantico, la Queen Elizabeth e la Queen Mary, che risalivano agli anni precedenti alla Seconda Guerra Mondiale stavano diventando obsolete. Il primo progetto elaborato per l'occasione, nominato Q3 ("Third Queen"), prevedeva la costruzione di un singolo transatlantico delle dimensioni dei due precedenti, con sistemazioni suddivise in tre classi. Tuttavia, l'evidente declino della richiesta di trasporto via mare a favore degli aerei a reazione e i crescenti costi operativi dei transatlantici spinsero i vertici della Cunard Line ad abbandonare questa prima ipotesi, dando vita al progetto Q4. Quest'ultimo consisteva in una singola unità, più piccola delle precedenti, che avrebbe potuto essere impiegata in modo più flessibile, continuando il tradizionale servizio transatlantico in estate ed effettuando crociere in inverno.
La nuova unità avrebbe infatti avuto due classi in luogo delle tradizionali tre; inoltre le distinzioni tra le due classi sarebbero state molto meno evidenti che in passato, in modo da poter effettuare servizi crocieristici unificandole. Il progetto Q4 si concretizzò e da esso derivò la Queen Elizabeth 2, che fu ordinata il 30 dicembre 1964 alla John Brown & Company di Clydebank, in Scozia.

## Caratteristiche
La Queen Elizabeth 2 è lunga 293,5 metri, larga 32 e pesca meno di 10 metri, misure che le consentono il transito attraverso il Canale di Panama (Panamax). Ha una stazza lorda di 70273 tonnellate (originariamente 65863, poi aumentate in seguito agli estesi lavori di ristrutturazione del 1994).
La nave fu pensata, sia nell'aspetto interno che in quello esterno, come una radicale rottura con lo stile dei precedenti transatlantici della compagnia. In particolare lo stile Art Déco che aveva caratterizzato i grandi transatlantici di lusso fu abbandonato in favore di uno stile decisamente più moderno, che prevedeva anche l'uso di plastiche, alluminio e plexiglas per gli arredi. A rimarcare questo concetto la Cunard decise di non far dipingere l'originale e slanciato fumaiolo nell'arancione tipico della compagnia, ma di bianco.
Gli interni della nave furono interessati negli anni da una lunga serie di rifacimenti, cambiando radicalmente aspetto e venendo gradualmente portati ad uno stile più classico.

### Propulsione
Originariamente la nave era equipaggiata con un impianto di turbine a vapore, con tre caldaie Foster Wheeler che azionavano due turbine Pamatrada in grado di sviluppare fino ad un massimo di 110.000 cavalli (circa 82.000 kW). Il tutto era collegato a due eliche a sei pale a passo fisso.
Sin dai primissimi anni di servizio della nave le caldaie e le turbine ebbero diversi problemi di affidabilità. Inoltre, con il passare degli anni il progressivo aumento del prezzo del carburante rendeva l'impianto sempre meno conveniente dal punto di vista economico, mentre aumentava la difficoltà nel procurarsi pezzi di ricambio. A metà anni '80 la Cunard cominciò quindi a valutare diverse possibilità per risolvere questi problemi, tra le quali limitarsi a ottimizzare l'impianto esistente, installare dei generatori Diesel per la generazione di corrente a bordo (in modo da alleggerire il carico delle caldaie) ed effettuare una rimotorizzazione con un moderno impianto Diesel.
La compagnia scelse l'ultima opzione, decidendo di sostituire l'impianto a vapore con uno Diesel-elettrico costituito da nove motori Diesel MAN B&W da 9 cilindri in linea. Ciascun motore, del peso di 120 tonnellate, aziona un generatore in grado di sviluppare 10,5 MW di potenza. I generatori forniscono energia elettrica alla nave attraverso dei trasformatori, oltre che ai due motori propulsivi GEC Large Machines. Questi ultimi - i motori più grandi mai costruiti per uso navale, pesanti 400 tonnellate ciascuno - sono motori sincroni in grado di sviluppare 44 MW a 144 giri al minuto, azionando direttamente le nuove eliche a passo variabile installate nell'occasione. La nave fu inoltre dotata di un sistema di recupero del calore sviluppato dalla svedese Sunrod International, per mezzo del quale viene prodotto gran parte del vapore necessario per il riscaldamento del carburante e per i servizi alberghieri della nave; il sistema è integrato da due caldaie ad olio combustibile.
L'intervento consentì una riduzione del 35% dei consumi della nave, garantendone inoltre il futuro a lungo termine.

## Servizio

### Costruzione, varo e prove in mare (1965-1969)

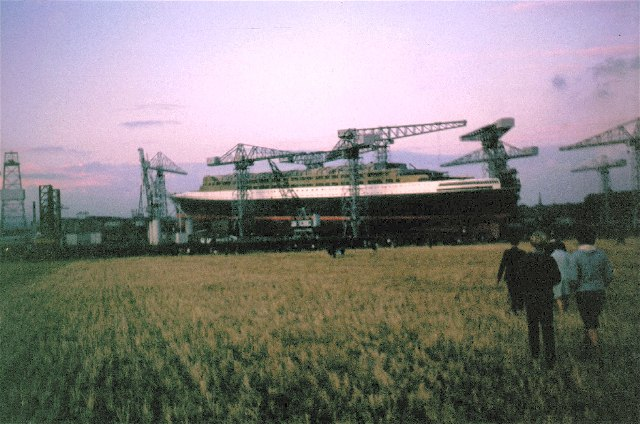
La QE2 in costruzione

La Queen Elizabeth 2, conosciuta come da tradizione della Cunard Line solo con il numero di costruzione - 736 - fino al giorno del varo, fu impostata il 5 luglio 1965, sette mesi dopo essere stata ordinata al cantiere. Dopo aver considerato come possibili nomi William Shakespeare, London, Great Britain, Winston Churchill o i più tradizionali (essendo già appartenuti a navi della flotta Cunard) Mauretania, Britannia e Queen Mary II, la compagnia optò per Queen Elizabeth 2, per onorare la precedente Queen Elizabeth, che sarebbe stata dismessa di lì a poco.
La nave fu varata il 20 settembre 1967, in una cerimonia presieduta dalla regina Elisabetta II, che fu la madrina del varo. Completata negli ultimi mesi del 1968, a novembre la nave iniziò le prove in mare, durante le quali le caldaie dell'impianto di propulsione ebbero dei gravi problemi; seguì una lunga serie di inconvenienti tecnici, tanto che la Cunard Line rifiutò di prenderla in consegna fino all'aprile 1969, vedendosi costretta a rimandare la traversata inaugurale.

### Servizio con Cunard

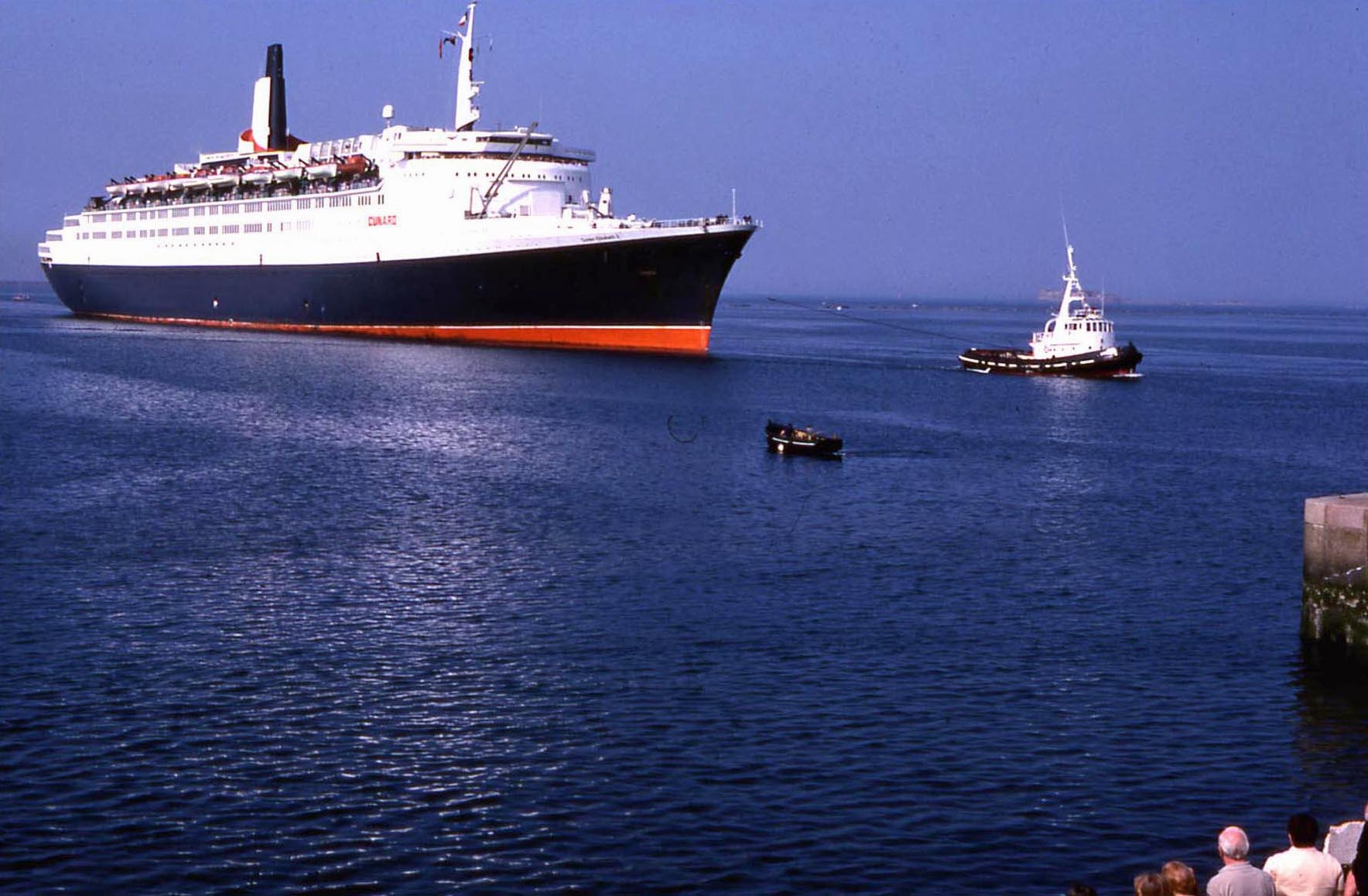
La Queen Elizabeth 2 nel 1972

Finalmente consegnata alla Cunard, il 2 maggio 1969 la Queen Elizabeth 2 partì da Southampton per la sua prima traversata atlantica verso New York. Nel 1971, durante una crociera nei Caraibi, la QE2 soccorse i passeggeri della francese Antilles, che si era incagliata al largo dell'isola di Mustique, prendendo fuoco. Nel maggio 1972, mentre la nave era impegnata in una traversata atlantica, giunse la notizia della presenza di un ordigno a bordo; una squadra di artificieri fu paracadutata in pieno Oceano e trasportata sulla nave, ma non furono trovate tracce di congegni esplosivi, ed in seguito l'FBI arrestò l'autore del falso allarme. Il 1º aprile 1974, nel corso di una crociera da New York verso i Caraibi, la nave ebbe un guasto che causò lo spegnimento dei motori. Due giorni più tardi i passeggeri furono trasferiti su una nave da crociera norvegese, la Sea Venture, mentre la Queen Elizabeth 2 fu rimorchiata ad Hamilton per essere riparata.
Nonostante la graduale sparizione di tutte le altre navi impiegate nei collegamenti tra l'Europa e il Nord America (la United States terminò i propri servizi nel 1969, la France fu dismessa nel 1974 e un anno più tardi furono fermate anche le gemelle Michelangelo e Raffaello), la QE2 continuò le proprie traversate, pur riducendone progressivamente il numero, e nel 1975 compì la sua prima crociera intorno al mondo.

#### La guerra delle Falkland (1982)

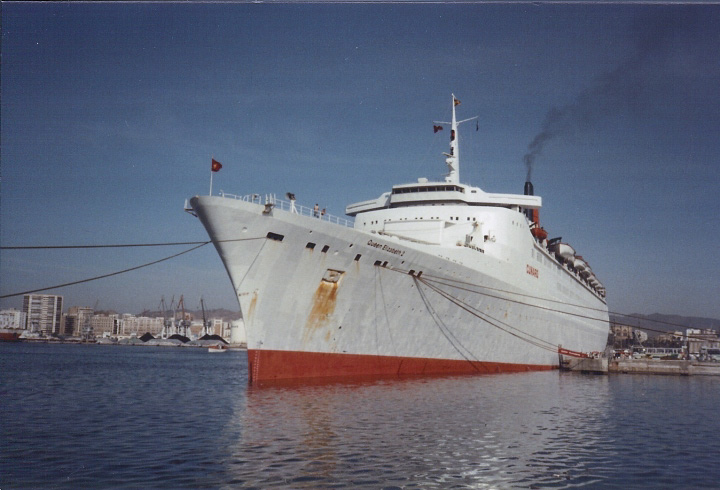
La Queen Elizabeth 2 con lo scafo dipinto di grigio nel 1982

Allo scoppio della Guerra delle Falkland, nel 1982, la Queen Elizabeth 2 fu requisita dal governo britannico per essere utilizzata come trasporto truppe. La nave fu sottoposta a dei lavori di conversione per adattarla a questo impiego, durante i quali diversi saloni pubblici furono trasformati in dormitori e furono aggiunte tre piattaforme di atterraggio per gli elicotteri.
La Queen Elizabeth 2 partì il 12 maggio, dirigendosi non verso le Falkland ma in direzione dell'arcipelago della Georgia del Sud, a 1500 km di distanza; questa decisione fu presa per tenere la nave fuori dalla portata delle forze aeree argentine. Giunta a destinazione quindici giorni più tardi e trasferite le truppe sul transatlantico della P&O Canberra, la QE2 fece ritorno in madrepatria con a bordo i sopravvissuti degli equipaggi della HMS Ardent, della HMS Antelope e della Atlantic Conveyor, affondate durante la guerra, arrivando a Southampton l'11 giugno. Successivamente la nave fu riadattata per il servizio commerciale, venendo dotata di una nuova livrea grigio chiaro sullo scafo e del tradizionale arancione della Cunard sul fumaiolo, che prima di quel momento era dipinto di bianco. Tuttavia, questa livrea riscosse scarsi consensi tra i passeggeri e pochi mesi più tardi la nave fu riportata al classico nero.

#### Il cambio di motori (1986-1987)

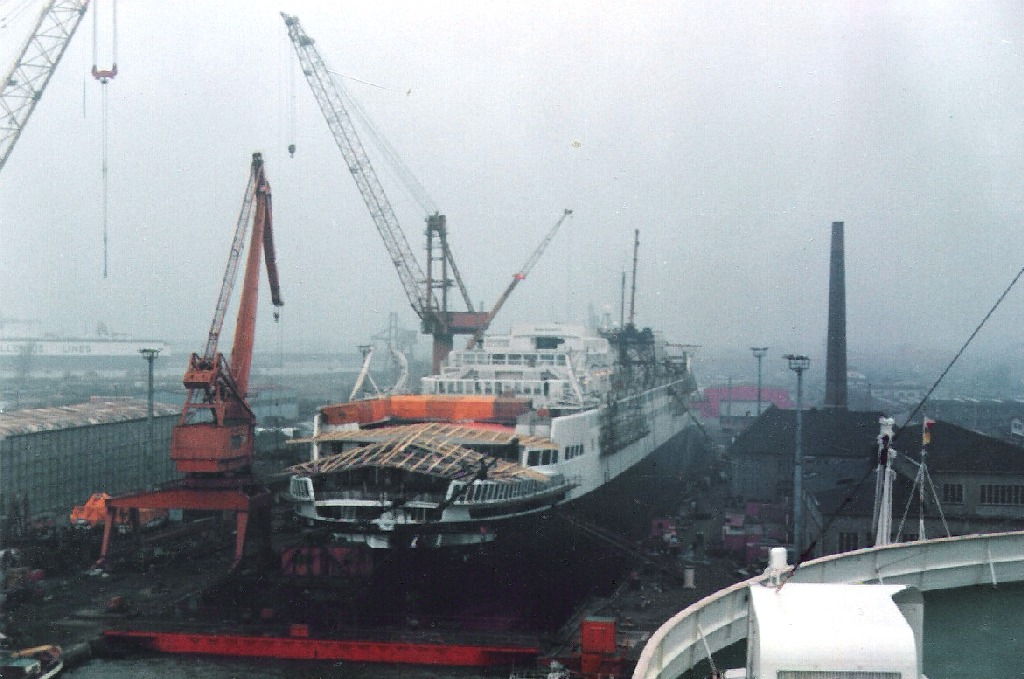
La Queen Elizabeth 2 durante i lavori di rimotorizzazione

Negli anni successivi la QE2 accusò diversi problemi tecnici, tra i quali un guasto alle caldaie nel novembre del 1983 ed un black out totale conseguente ad un incendio nell'ottobre del 1984. Per risolvere questi inconvenienti e ridurre i consumi della nave, i cui costi di gestione aumentavano sempre di più a causa della crescita del prezzo del carburante, la Cunard, dopo aver considerato diverse ipotesi, decise di dotare la Queen Elizabeth 2 di un nuovo apparato motore Diesel-elettrico. L'operazione, che sarebbe costata in totale 162 milioni di Dollari (a fronte dei 400 necessari per costruire una nuova unità con le stesse caratteristiche), fu affidata ai Lloyd Werft di Bremerhaven, nella Germania Ovest. La QE2 entrò in bacino nell'ottobre del 1986 e ne uscì dopo sei mesi; oltre al cambio dei motori la nave fu sottoposta ad un'importante ristrutturazione degli interni, mentre il fumaiolo fu sostituito con uno più largo per consentire il passaggio agli scarichi dei nove nuovi motori Diesel.
Dopo il termine dei lavori la nave effettuò delle prove in mare, durante le quali raggiunse una velocità massima di 34 nodi, per poi riprendere servizio regolarmente ad aprile 1987. Il 7 agosto 1992 la QE2 subì dei gravi danni allo scafo dopo aver strisciato il fondo su delle rocce a bassa profondità non segnate sulle carte; l'incidente fu dovuto anche al cosiddetto effetto di "squat", in conseguenza del quale una nave che viaggia in acque basse aumenta il proprio pescaggio con l'aumentare della velocità. Effettuate le riparazioni necessarie la Queen Elizabeth 2 rientrò in servizio ad ottobre.

#### Project Lifestyle (1994 - 1998)
Nei primi anni '90 la Cunard decise di sottoporre la nave a degli estensivi lavori di rifacimento per rinnovarne l'immagine. Nel dicembre 1994 la QE2 si recò nei cantieri Blohm & Voss di Amburgo, dove gli interni furono completamente trasformati e lo scafo fu ridipinto in blu reale; i lavori, costati 45 milioni di Dollari, furono conclusi in ritardo, tanto che la nave riprese servizio con diversi spazi ancora in completamento. L'11 settembre 1995 la nave fu colpita da un'onda anomala di altezza stimata in trenta metri provocata dall'uragano Luis, senza riportare danni rilevanti.

#### Carnival e ultimi anni di servizio (1998 - 2008)

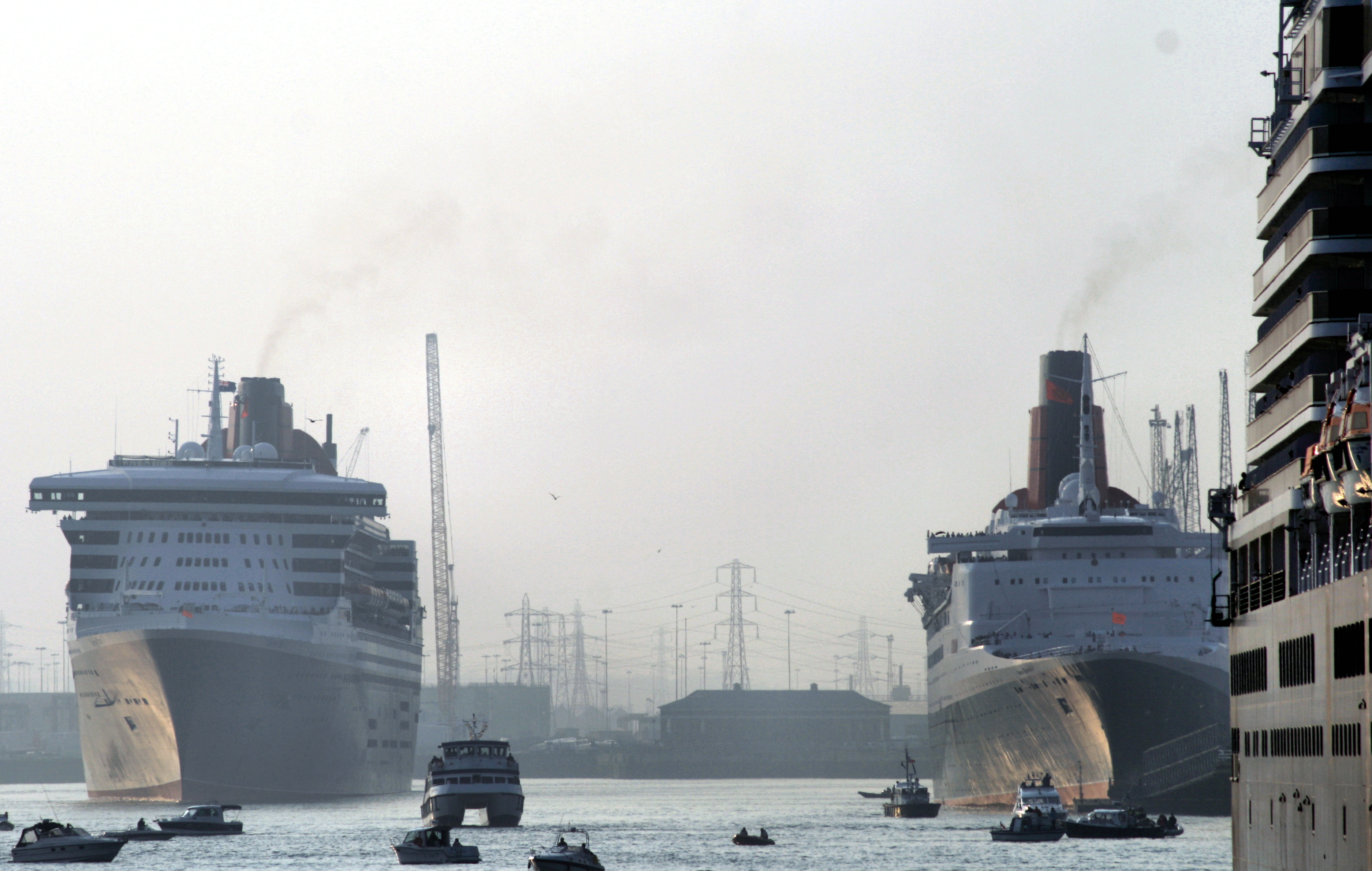
La Queen Elizabeth 2 (a destra) insieme alla Queen Mary 2

Nel 1998 la Cunard, che era passata di proprietà diverse volte negli anni precedenti, fu acquistata dalla Carnival Corporation. La nuova proprietà decise di sottoporre la Queen Elizabeth 2 a degli ulteriori lavori di rifacimento, che furono eseguiti nel 1999 presso i Lloyd Werft di Bremerhaven; gli interni furono adeguati agli standard delle moderne navi da crociera, mentre lo scafo fu completamente sverniciato e riportato all'originaria livrea nera.
Nel 2004, con l'entrata in servizio della nuova Queen Mary 2, la QE2 perse il suo ruolo di ammiraglia della flotta Cunard. Il 25 aprile le due navi partirono da New York per effettuare insieme una traversata atlantica, al termine della quale la "Boston Cup", un trofeo consegnato nel 1840 alla Cunard Line dalla città di Boston per averla scelta come scalo nel proprio servizio transatlantico, fu trasferito alla nuova unità, gesto simbolico per indicare l'avvenuto passaggio di consegne tra le due navi. La QE2 fu quindi destinata al solo servizio crocieristico, effettuando crociere da Southampton verso il Mediterraneo o il Mare del Nord, oltre alle tradizionali crociere intorno al mondo.
Nel 2007 fu dato l'annuncio della vendita della Queen Elizabeth 2 al fondo d'investimento di Dubai Istithmar per 100 milioni di Dollari, con consegna prevista per l'anno successivo. L'ultima stagione di servizio con la Cunard fu improntata alle celebrazioni, con incontri tra le tre Queens della Cunard (la QE2, la Queen Mary 2 e la nuova Queen Victoria) a New York a gennaio e a Southampton ad aprile. La QE2 compì la sua ultima traversata atlantica tra il 16 ed il 22 ottobre 2008 in coppia con la Queen Mary 2. L'11 novembre la nave, in arrivo a Southampton per l'ultima volta prima di partire per Dubai, si incagliò su un banco di sabbia all'ingresso del porto, inconveniente che non ebbe particolari conseguenze. Lo stesso giorno la nave partì per il suo ultimo viaggio con destinazione Dubai.

## Dubai (2008 - ...)
La QE2 giunse a Dubai il 26 novembre 2008, passando ufficialmente di proprietà dalla Cunard Line alla Nakheel Properties, società facente parte insieme a Istithmar della holding Dubai World. Il transatlantico avrebbe dovuto essere convertito in un hotel di lusso collocato nelle Palm Islands, isole artificiali costruite dalla stessa Nakheel. Nonostante però cominciassero ad emergere dettagli sul progetto, la nave rimase ormeggiata a Port Rashid senza che nessun tipo di lavoro avesse inizio. La crisi economica mondiale del 2008 e le seguenti difficoltà economiche di Dubai World, diedero origine a varie voci su una vendita del transatlantico o su una sua destinazione ad altre mete.
Nel 2009 la nave entrò in bacino per essere sottoposta a manutenzione e preparata ad un impiego come hotel galleggiante durante i campionati mondiali di calcio 2010 in Sudafrica; tuttavia questo progetto non si concretizzò e la nave rimase ferma a Dubai. Il 31 dicembre 2011 la nave fu aperta per la prima volta al pubblico dal 2008, quando a bordo fu organizzata una festa di Capodanno.
Nonostante la nave continui ad essere sottoposta a manutenzione, con i nove motori Diesel che vengono accesi a rotazione e un equipaggio di 50 persone a bordo, il destino della QE2 rimane incerto: a settembre 2011 la Nakheel annunciò l'abbandono del progetto di ormeggio alle Palm Islands, dichiarando che la nave avrà una sistemazione finale "molto migliore", un nuovo terminal crociere costruito intorno ad essa.
Tuttavia, neanche questo progetto si concretizzò e nel dicembre 2012 si diffusero voci secondo le quali la nave sarebbe stata venduta per demolizione in Cina per 20 milioni di sterline, in seguito al fallimento di una trattativa per riportarla in Inghilterra. La Cunard classificò come "speculazioni" queste informazioni,, anche perché il contratto di vendita a Dubai prevedeva forti penali nel caso in cui la nave fosse venduta prima che fossero trascorsi dieci anni dall'acquisto.
Nel novembre 2013, grazie alla nascita del consorzio QE2 Holdings, per il transatlantico è stato riprospettato una trasformazione in hotel, una attrazione turistica extralusso lungo le coste asiatiche. Il cantiere navale incaricato della ristrutturazione è il Cosco Shipyard a Zhoushan, nella provincia di Zhejiang con un costo presunto di 90 milioni di dollari.
Dal 2018 la QE2 è diventata un Hotel/Museo galleggiante, dopo un restyling in bacino, ed è quindi aperta al pubblico. 
Sulla pagina Instagram qe2dubai della nave sono disponibili tutte le informazioni del suo nuovo futuro.

## Curiosità
- L'artista austriaco Friedensreich Hundertwasser morì mentre si trovava a bordo della nave, nel 2000.